# Gabriel Antonín Španělský
Gabriel Antonín Bourbonský (12. května 1752, Palác Portici, Neapol – 23. listopadu 1788, San Lorenzo de El Escorial) byl španělský infant, syn krále Karla III. a královny Marie Amálie Saské.

## Životopis
Narodil se v paláci v Portici v Neapoli. Jeho celé jméno znělo Gabriel Antonín František Xavier Jan Nepomuk Josef Serafín Paskal Salvátor. Byl čtvrtým synem svých rodičů.
Ze všech Karlových synů byl Gabriel nejinteligentnější a nejpracovitější. Byl velmi vzdělaný, překládal Sallustia a byl mecenášem umění. Jeho učitelem hudby byl Antonio Soler, který pro svého obzvláště nadaného žáka složil několik sonát na cembalo. Gabriel svým intelektem a vzděláním výrazně převyšoval starší bratry, kteří zdědili španělský a neapolský trůn. Byl nejoblíbenějším synem Karla III., který nelibě nesl, že je až třetí v následnickém pořadí.
Gabriel prožil dětství v Neapoli. V sedmi letech se spolu s rodiči a sourozenci přestěhoval do Madridu, protože Gabrielův strýc Ferdinand VI. zemřel bezdětný a otec Karel se stal španělským králem. V Neapoli zanechali dva Gabrielovi starší bratry, infanta Filipa a Ferdinanda, který se stal po otci králem v Neapoli a na Sicílii.
Až do roku 1771 byl Gabriel třetí v následnictví na španělský trůn, protože jeho bratr Karel neměl s manželkou Marií Luisou do té doby žádné děti. V témže roce začal z jeho popudu Juan de Villanueva se stavbou tzv. Casita del infante.

## Manželství
V roce 1785 Henrique de Meneses dohodl Gabrielův sňatek s portugalskou infantkou Marianou Viktorií, dcerou královny Marie I. a krále Petra III. Svatba se v zastoupení konala 12. dubna 1785 v Lisabonu, poprvé se manželé setkali 23. května v Aranjuez. Měli spolu celkem tři děti, ale pouze nejstarší syn se dožil dospělosti, infant Petr Karel, který byl později svou babičkou Marií I. jmenován také infantem portugalským a po smrti rodičů žil na jejím dvoře v Lisabonu.
V době narození nejmladšího dítěte byli Gabriel a Marianou v El Escorialu. Zde se Mariana nakazila neštovicemi a krátce po porodu zemřela. Nejmladší dítě ji následovalo o týden později. O čtrnáct dní později zemřel na neštovice ve třiceti šesti letech také infant Gabriel. Tragédie Gabrielovy rodiny měla dopad na zhoršující se psychický a zdravotní stav stárnoucího krále Karla III., který zemřel o necelý měsíc později.

## Potomci
- 1. Infant Petr Karel (18. 6. 1786 Aranjuez – 4. 7. 1812 Rio de Janeiro)
⚭ 1810 Marie Tereza Portugalská (29. 4. 1793 Lisabon – 17. 1. 1874 Terst), princezna z Beiry
- 2. Infantka Marie Karlota (4. 11. 1787 Madrid – 11. 11. 1787 tamtéž)
- 3. Infant Karel Josef Antonín (28. 10. 1788 Madrid – 9. 11. 1788 tamtéž)

## Vývod z předků
|                   |                                       |  |                     |                                         |  |  |  |  |  |  |  | Ludvík XIV. Francouzský |
|                   |                                       |  |                     |                                         |  |  |  |  |  |  |  |                         |
|                   | Ludvík Francouzský                    |  |                     |                                         |  |  |  |  |  |  |  |                         |
|                   |                                       |  |                     |                                         |  |  |  |  |  |  |  |                         |
|                   |                                       |  |                     | Marie Tereza Habsburská                 |  |  |  |  |  |  |  |                         |
|                   |                                       |  |                     |                                         |  |  |  |  |  |  |  |                         |
|                   | Filip V. Španělský                    |  |                     |                                         |  |  |  |  |  |  |  |                         |
|                   |                                       |  |                     |                                         |  |  |  |  |  |  |  |                         |
|                   |                                       |  |                     | Ferdinand Maria Bavorský                |  |  |  |  |  |  |  |                         |
|                   |                                       |  |                     |                                         |  |  |  |  |  |  |  |                         |
|                   | Marie Anna Bavorská                   |  |                     |                                         |  |  |  |  |  |  |  |                         |
|                   |                                       |  |                     |                                         |  |  |  |  |  |  |  |                         |
|                   |                                       |  |                     | Jindřiška Adéla Savojská                |  |  |  |  |  |  |  |                         |
|                   |                                       |  |                     |                                         |  |  |  |  |  |  |  |                         |
|                   | Karel III. Španělský                  |  |                     |                                         |  |  |  |  |  |  |  |                         |
|                   |                                       |  |                     |                                         |  |  |  |  |  |  |  |                         |
|                   |                                       |  |                     | Ranuccio II. Farnese                    |  |  |  |  |  |  |  |                         |
|                   |                                       |  |                     |                                         |  |  |  |  |  |  |  |                         |
|                   | Eduard Parmský                        |  |                     |                                         |  |  |  |  |  |  |  |                         |
|                   |                                       |  |                     |                                         |  |  |  |  |  |  |  |                         |
|                   |                                       |  |                     | Isabela Estenská                        |  |  |  |  |  |  |  |                         |
|                   |                                       |  |                     |                                         |  |  |  |  |  |  |  |                         |
|                   | Alžběta Farnese                       |  |                     |                                         |  |  |  |  |  |  |  |                         |
|                   |                                       |  |                     |                                         |  |  |  |  |  |  |  |                         |
|                   |                                       |  |                     | Filip Vilém Falcký                      |  |  |  |  |  |  |  |                         |
|                   |                                       |  |                     |                                         |  |  |  |  |  |  |  |                         |
|                   | Dorotea Žofie Falcko-Neuburská        |  |                     |                                         |  |  |  |  |  |  |  |                         |
|                   |                                       |  |                     |                                         |  |  |  |  |  |  |  |                         |
|                   |                                       |  |                     | Alžběta Amálie Hesensko-Darmstadtská    |  |  |  |  |  |  |  |                         |
|                   |                                       |  |                     |                                         |  |  |  |  |  |  |  |                         |
| Gabriel Španělský |                                       |  |                     |                                         |  |  |  |  |  |  |  |                         |
|                   |                                       |  |                     |                                         |  |  |  |  |  |  |  |                         |
|                   |                                       |  | Jan Jiří III. Saský |                                         |  |  |  |  |  |  |  |                         |
|                   |                                       |  |                     |                                         |  |  |  |  |  |  |  |                         |
|                   | August II. Silný                      |  |                     |                                         |  |  |  |  |  |  |  |                         |
|                   |                                       |  |                     |                                         |  |  |  |  |  |  |  |                         |
|                   |                                       |  |                     | Anna Žofie Dánská                       |  |  |  |  |  |  |  |                         |
|                   |                                       |  |                     |                                         |  |  |  |  |  |  |  |                         |
|                   | August III. Polský                    |  |                     |                                         |  |  |  |  |  |  |  |                         |
|                   |                                       |  |                     |                                         |  |  |  |  |  |  |  |                         |
|                   |                                       |  |                     | Kristián Arnošt Braniborsko-Bayreuthský |  |  |  |  |  |  |  |                         |
|                   |                                       |  |                     |                                         |  |  |  |  |  |  |  |                         |
|                   | Kristýna Eberhardýna z Hohenzollernu  |  |                     |                                         |  |  |  |  |  |  |  |                         |
|                   |                                       |  |                     |                                         |  |  |  |  |  |  |  |                         |
|                   |                                       |  |                     | Žofie Luisa Württembersko-Winnentalská  |  |  |  |  |  |  |  |                         |
|                   |                                       |  |                     |                                         |  |  |  |  |  |  |  |                         |
|                   | Marie Amálie Saská                    |  |                     |                                         |  |  |  |  |  |  |  |                         |
|                   |                                       |  |                     |                                         |  |  |  |  |  |  |  |                         |
|                   |                                       |  |                     | Leopold I. Habsburský                   |  |  |  |  |  |  |  |                         |
|                   |                                       |  |                     |                                         |  |  |  |  |  |  |  |                         |
|                   | Josef I. Habsburský                   |  |                     |                                         |  |  |  |  |  |  |  |                         |
|                   |                                       |  |                     |                                         |  |  |  |  |  |  |  |                         |
|                   |                                       |  |                     | Eleonora Magdalena Falcko-Neuburská     |  |  |  |  |  |  |  |                         |
|                   |                                       |  |                     |                                         |  |  |  |  |  |  |  |                         |
|                   | Marie Josefa Habsburská               |  |                     |                                         |  |  |  |  |  |  |  |                         |
|                   |                                       |  |                     |                                         |  |  |  |  |  |  |  |                         |
|                   |                                       |  |                     | Jan Fridrich Brunšvicko-Lüneburský      |  |  |  |  |  |  |  |                         |
|                   |                                       |  |                     |                                         |  |  |  |  |  |  |  |                         |
|                   | Amálie Vilemína Brunšvicko-Lüneburská |  |                     |                                         |  |  |  |  |  |  |  |                         |
|                   |                                       |  |                     |                                         |  |  |  |  |  |  |  |                         |
|                   |                                       |  |                     | Benedikta Jindřiška Falcko-Simmernská   |  |  |  |  |  |  |  |                         |
|                   |                                       |  |                     |                                         |  |  |  |  |  |  |  |                         |